# Odontivalvia radialis
Odontivalvia radialis là một loài bướm đêm trong họ Crambidae.